# Eduard Troyanovsky
Eduard Troyanovsky est un boxeur russe né le 30 mai 1980 à Omsk.

## Carrière
Passé professionnel en 2009, il devient champion du monde des poids super-légers IBF le 4 novembre 2015 en s'imposant face à César René Cuenca par arrêt de l'arbitre à la 6e reprise, titre qu'il conserve lors du combat revanche remporté au 7e round le 8 avril 2016 puis contre Riku Kano par arrêt de l'arbitre au 2e round le 9 septembre 2016. Il est en revanche battu par KO au 1er round dès la première minute de son combat contre le namibien Julius Indongo le 3 décembre 2016.